# S.P.O.R.T.
S.P.O.R.T. — санкт-петербургская рок-группа. Широкую известность приобрела благодаря песням, напоминающим философские монологи, исполняемые речитативом. Музыканты являлись участниками фестиваля «Нашествие» в 1999, 2000, 2001, 2016 и 2019 годах.

## Дискография
- S.P.O.R.T. (1997) звукорежиссёр Вадим Сыркин, студия ДДТ-рекордз
- Сделано по правилам (2000) звукорежиссёр Андрей Кучеренко, студия Союз
- Смысл жизни (2005, звукорежиссёр Олег Волков) RS Russia [3]
- Киномузыка (2008)

## Состав

### Участники
- Сергей Хомяков — вокал, тексты, бас-гитара
- Денис (Ринго) Сладкевич — барабаны, бэк-вокал
- Сергей Карпов — гитара, бэк-вокал

Технический персонал
- Константин Козлов — звук
- Анна Шархун — директор

### Бывшие участники
- Александр Тихомолов — барабаны (1993—1997), вокал (1993—1995)
- Анна Столярова — вокал (1993—1997)
- Наталия Козловская — вокал (1993—1995)
- Владимир Коляда — гитара (1993—1994)
- Трой Сельваратнам — 2-я бас-гитара (1993)
- Виталий Кудрявцев — гитара (1994)
- Андрей Градович — гитара (2001)
- Денис Можин — барабаны (2001)
- Михаил — барабаны (2001)
- Рената Гришина - флейта (2018)
- Олег Баранов — гитара, бэк-вокал

## Клипы
- Танго — 1996, режиссёры Г. Панов, S.P.O.R.T.
- Каникулы — 1999, режиссёры Г. Панов, S.P.O.R.T.
- Рыбалка — 2000, режиссёры Г. Панов, С.Карпов
- Погода — 2001, режиссёр А. Розанов
- Комарик — 2002, режиссёр С. Карпов
- Ботаники — 2016, режиссёр А. Розанов
- Счастье (Lyric Video) — 2016, режиссёр А. Розанов
- Великолепна — 2017, режиссёр С. Карпов
- Роберт Иванов — 2020